# Tribromuro di boro
Il tribromuro di boro è un alogenuro di boro che si presenta in condizioni ambientali come un liquido fumante incolore o tendente al giallastro, a causa della presenza di tracce di bromo, con odore pungente. Reagisce violentemente con acqua e alcoli producendo acido bromidrico gassoso. È solubile in tetracloruro di carbonio, diossido di zolfo liquido, e dicloruro di zolfo, e, oltre a essere un composto tossico, corrode metalli e tessuti.

## Sintesi
La prima sintesi del tribromuro di boro fu realizzata da M. Poggiale nel 1846 facendo reagire l'anidride borica con carbonio e bromo a elevate temperature:
{\displaystyle {\ce {B2O3 + 3 C + 2 Br2 -> 2 BBr3 + 3 CO}}}
Friedrich Wöhler e Henri Sainte-Claire Deville sintetizzarono il composto nel 1858 partendo direttamente da boro amorfo e bromo a temperature inferiori:
{\displaystyle {\ce {2 B + 3 Br2 -> 2 BBr3}}}
Altri metodi sfruttano la reazione di doppio scambio tra trifluoruro di boro e bromuro di alluminio:
{\displaystyle {\ce {BF3 + AlBr3 -> BBr3 + AlF3}}}
la reazione tra carburo di boro e bromo elementare in tubo di quarzo a elevata temperatura:
{\displaystyle {\ce {B4C + 6 Br2 -> 4 BBr3 + C}}}
oppure quella fra tetrafluoroborato di potassio e bromuro di alluminio anidro:
{\displaystyle {\ce {KBF4 + AlBr3 -> AlF3 + KF + BBr3}}}

## Usi
Il tribromuro di boro è un acido di Lewis forte. Trova impiego nella sintesi organica come agente dealchilante per la scissione degli eteri  sfruttato spesso nella produzione di farmaci.
Il meccanismo della dealchilazione degli eteri con sostituenti alchilici terziari procede attraverso la formazione di un complesso tra il boro e l'ossigeno a cui segue l'eliminazione di un bromuro alchilico con la formazione di un dibromoorganoborano:
ROR + BBr3 → RO+(−BBr3)R → ROBBr2 + RBr
Gli aril metil eteri, così come gli eteri attivati che presentano sostituenti alchilici primari, subiscono invece la dealchilazione attraverso un meccanismo bimolecolare che coinvolge due addotti:
RO+(−BBr3)CH3 + RO+(−BBr3)CH3 → RO(−BBr3) + CH3Br + RO+(BBr2)CH3
Il dibromoorganoborano può quindi subire idrolisi formando un alcol, acido borico e acido bromidrico:
ROBBr2 + 3 H2O → ROH + B(OH)3 + 2 HBr
Il tribromuro di boro è utilizzato anche come catalizzatore nella polimerizzazione delle olefine e nella reazione di Friedel-Crafts. Nell'industria elettronica rappresenta una fonte di boro nei processi di predeposizione per il drogaggio durante la produzione dei semiconduttori.